# Brugd
Brugd (Cetorhinus maximus) är en hajart och enda arten inom familjen Cetorhinidae. Den är den näst största fiskarten, efter valhajen.

## Utseende
Brugden är brungrå till mörkgrå på ryggen och sidorna, medan undersidan kan vara i samma färg men även betydligt ljusare och ibland nästan vit. Munnen är stor och bred med ett stort antal tänder, mellan 203-255 i överkäken och 223-230 i underkäken. Tänderna är väldigt små med en trekantig form i mitten, men mer koniska mot sidorna av munnen. Insidan av munnen är vit med svarta gälräfständer, som är fingerformade strukturer utvecklade för att fånga plankton innan de strömmar ut genom gälarna. Precis som de övriga tänderna är gälräfständerna många till antalet. Brugden har långa gälspringor på sidorna som går upp till nacken.
Kroppslängden är normalt mellan 7-9 meter, där den längsta individen som påträffats var 12 meter lång. Kroppen är spolformad och nosen är relativt lång och spetsig. Som unge har brugden en speciell nos som är ännu längre än på vuxna individer, med en snabelliknande form. Bröstfenorna, liksom den främre ryggfenan är ganska långa, till skillnad från den bakre ryggfenan, analfenan och bukfenorna som snarare är korta och smala. Brugden har en kraftig sidoköl som går längs med stjärtspolen på varje sida om kroppen.
Vikten hos en individ som är 9 meter lång är runt 3–4 ton. Man tror att ungarna är ca 1,6 meter långa när de föds. Den har flera rader med mycket små tänder, bara några millimeter långa.

## Utbredning
Brugden förekommer i Atlantens och Stilla havets tempererade delar, särskilt på oceanernas shelfer och kontinentalsockel. Brugden hittas även i norra Nordsjön och Norska havet, samt återkommande - dock mer sällsynt - i Skagerrak. Arten påträffas årsvis vid södra Norge och vid svenska västkusten (oftast i september–oktober). Det är den största fisken som rör sig i svenska vatten.
Brugden går normalt inte in i Östersjön, men en individ fångades 11 januari 1960 vid Sadelöga nära Utö i Stockholms skärgård. 1960 siktades den även vid Möja. Den 26 september 2020 upptäcktes också en individ vid Styrsö i Göteborgs södra skärgård. Den hittades senare död vid Vrångö.

## Ekologi
Brugden är liksom valhajen uteslutande planktonätare. Fisken lever pelagiskt och samlas tidvis i flockar, ibland upp till 60 eller till och med 250 djur. Födosöket sker ofta i vattenytan med ryggfenan och ibland också nosen uppe över ytan, vilket har givit den det engelska namnet ”Basking shark” (av ”bask”, som betyder ”solbada”). Planktonet filtreras på ungefär samma sätt som hos bardvalarna, genom att brugden simmar makligt, vanligen i vattenytan, med vidöppen mun. 
Eftersom brugden saknar barder använder den istället fransar på gälbågen, så kallade gälräfständer; sådana finns hos många planktonätande fiskar, bland annat sillfiskarna. Gälräfständerna byts ut årligen i november till februari. En del forskare menar att brugden under denna tid livnär sig på olika bottendjur, medan andra anser att den inte förtär någon föda utan lever på näring lagrad i sin stora lever.

### Fortplantning
Brugdens parningstid infaller på våren till försommaren. Liksom de flesta hajar föder brugden levande ungar, och detta efter en dräktighetstid om drygt 3 år. Ungarna, endast en eller två vid varje födsel, är över en meter långa. Ungarna föds vanligtvis på sensommaren i kustnära vatten.

## Brugden och människan

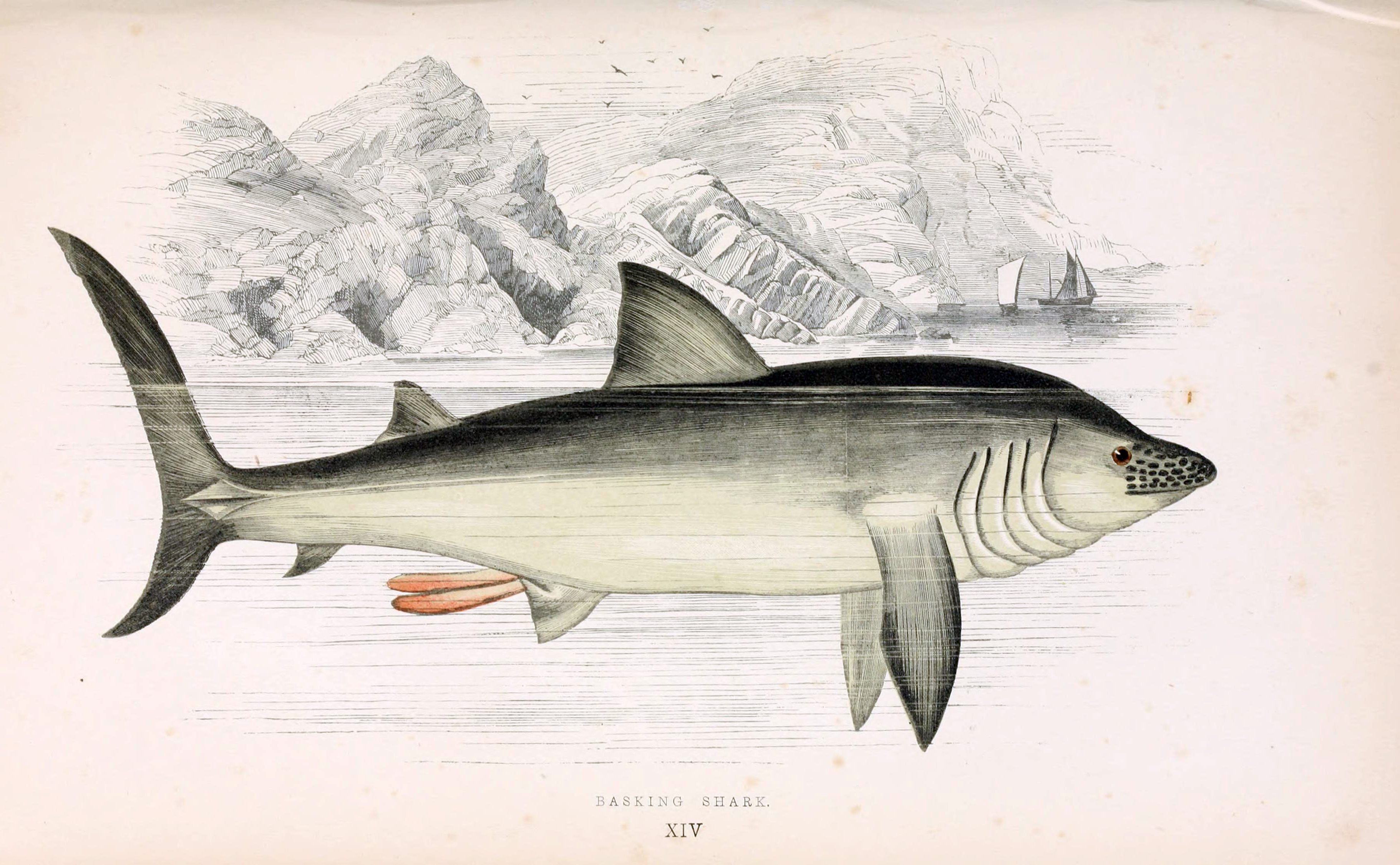

### Status och hot
Brugden hotas av överfiskning och den globala populationen kategoriseras som starkt hotad (EN) i Europa sedan 2014. Den står med i CITES Appendix II, vilket innebär att handel med brugd är kraftigt reglerad. I svenska vatten är den ej bedömd av Artdatabanken, på grund av den sporadiska förekomsten i Sverige. Den har minskat kraftigt längs västkusten under de senaste 50 åren.
Historiskt har brugden fiskats, ibland i särskilt intensiva perioder med riktat fiske. De intensiva perioderna har sedan åtföljts av sekel med kraftigt begränsade populationer. Under 1900-talets senare del, mellan 1959-1980 fångade fiskare i Norge mellan 1266 och 4266 brugdar om året. Fångsterna sjönk under 1990-talet till 500 per år och 2001 fångades 28 individer. Fisket har gjort att antalet brugdar i nordöstra Atlanten minskade med över 90% under 1900-talet.
Sedan 2006 är det inom EU nollkvot på brugdfiske, vilket dock inte hindrar att enstaka individer fångas som bifångst. Det är sedan 2004 förbjudet att fånga brugd i svenska vatten och förbjudet i hela EU sedan 2012.

### Namn
Trivialnamnet brugd finns belagt i svenskan sedan 1770 och kommer från norskans brugde/brygde, med ett troligt ursprung i det fornnordiska verbet bregða med betydelsen "röra sig hastigt". Gamla dialektala namn är betthaj (Käringön), breidare (Bohuslän), brugdhaj eller brygde (1855), elefanthaj (brugdyngel), håmär (Fjällbacka), hästhaj (Bohuslän).